# Élections parlementaires de 2021 en Australie-Occidentale
Les élections législatives de 2021 en Australie-Occidentale ont lieu le 13 mars 2021 afin de renouveler les 59 sièges de l'Assemblée législative et les 36 sièges du Conseil législatif de cet État australien.
Les élections aboutissent à un raz de marée électoral en faveur du Parti travailliste du Premier ministre sortant Mark McGowan, qui remporte une très large majorité des sièges à l'Assemblée législative, doublée d'une majorité absolue au Conseil législatif, un fait rare en Australie-Occidentale.

## Contexte
Les élections de 2017 donnent lieu à une alternance avec la victoire du Parti travailliste mené par Mark McGowan sur le Parti libéral du Premier ministre Colin Barnett. Les travaillistes décrochent une large majorité absolue des sièges à l'assemblée. N'ayant remportée qu'une majorité relative au conseil, le gouvernement est cependant en partie minoritaire, tributaire d'autres partis pour voter certaines lois aux deux chambres.

## Système électoral

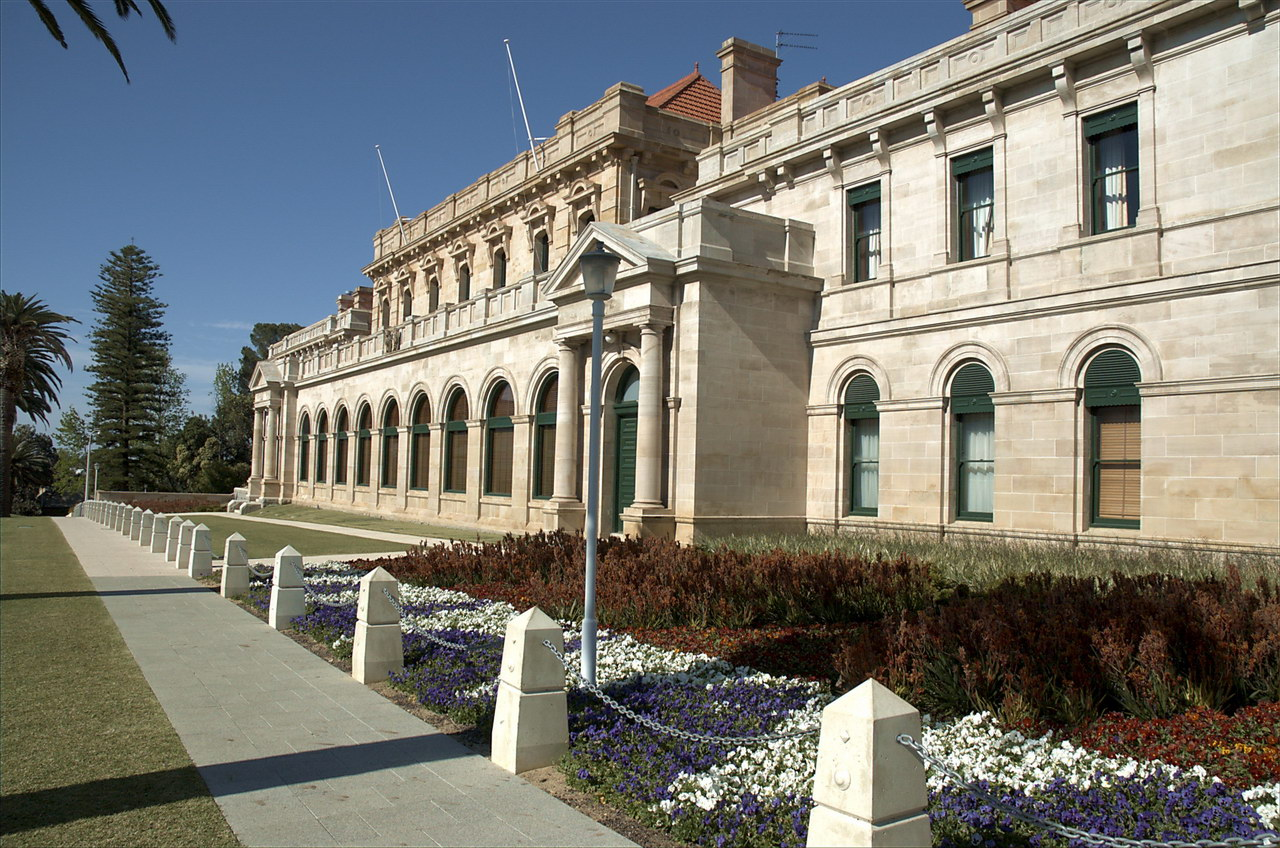
Bâtiment du parlement à Perth.

L'Australie-Occidentale est dotée d'un parlement bicaméral composée d'une chambre basse, l'Assemblée législative, et d'une chambre haute, le Conseil législatif. Toutes deux sont renouvelées intégralement mais selon des modes de scrutin différents. Depuis une réforme de la loi électorale entreprise en novembre 2011, les élections sont fixées tous les quatre ans au second samedi du mois de mars.

### Assemblée législative
L'assemblée est dotée de 59 sièges pourvus pour quatre ans au vote à second tour instantané dans autant de circonscriptions électorales. Le vote y est utilisé sous sa forme intégrale : les électeurs classent l'intégralité des candidats par ordre de préférences en écrivant un chiffre à côté de chacun de leurs noms sur le bulletin de vote, 1 étant la première préférence. Au moment du dépouillement, les premières préférences sont d'abord comptées puis, si aucun candidat n'a réuni plus de la moitié des suffrages dans la circonscription, le candidat arrivé dernier est éliminé et ses secondes préférences attribuées aux candidats restants. L'opération est renouvelée jusqu'à ce qu'un candidat atteigne la majorité absolue. Les bulletins de vote doivent obligatoirement comporter un classement de l'ensemble des candidats. À défaut, ils sont considérés comme nuls. 

### Conseil législatif
Le conseil est doté de 36 sièges pourvus pour quatre ans au scrutin à vote unique transférable dans six circonscriptions électorales de six sièges chacune. Dans ce mode de scrutin, à finalité proportionnelle, les électeurs classent au moins autant de candidats que de sièges à pourvoir par ordre de préférences en écrivant un chiffre à côté de chacun de leurs noms sur le bulletin de vote, 1 étant la première préférence,. 
Dans la pratique, les candidats sont regroupés sur le bulletin de vote par partis, et les électeurs peuvent librement sélectionner l'ensemble des candidats de ce parti ou sélectionner des candidats de partis différents. Les électeurs ont cependant la possibilité de voter directement pour le parti de leur choix en cochant une seule case, auquel cas l'ensemble de leurs préférences sont attribués aux candidats présentés par le parti dans l'ordre proposé par ce dernier. Les bulletins de vote sont imprimés avec les partis disposés horizontalement au-dessus d'une ligne sous laquelle leurs candidats sont disposés en colonnes verticales. Un vote directement par candidats est ainsi couramment appelé « En dessous de la Ligne » (Below the Line) et un vote par partis « Au dessus de la ligne » (Above the Line). Les partis ne sont pas contraints de présenter autant de candidats que de sièges à pourvoir, et dans le cas de petit partis ils tendent à en présenter un nombre restreint afin de limiter la dispersion des voix de leurs électeurs,.
Au moment du dépouillement, il est d'abord établi le quota de voix à atteindre par un candidat pour obtenir un siège en divisant le nombre de votes valides plus un par le nombre de sièges à pourvoir plus un. Les premières préférences sont d'abord comptées et le ou les candidats ayant directement atteint le quota sont élus. Pour chaque candidat élu, les secondes préférences de ses électeurs sont ajoutés au total des voix des candidats restants, permettant éventuellement à ces derniers d'atteindre à leur tour le quota. Si aucun candidat n'a atteint le quota dans la circonscription, ou qu'il reste des sièges à pourvoir après attribution des secondes préférences, le candidat arrivé dernier est éliminé et ses secondes préférences attribuées aux candidats restants. Si un candidat est élu ou éliminé et que ses secondes préférences vont à un candidat lui-même déjà élu ou éliminé, les préférences suivantes sont utilisées, et ainsi de suite. L'opération est renouvelée jusqu'à ce qu'autant de candidats que de sièges à pourvoir atteignent le quota.

## Forces en présences
| Parti Nom en anglais | Parti Nom en anglais                                              | Idéologie                                                                  | Chef de file   | Résultats en 2017           | Résultats en 2017              |
| Parti Nom en anglais | Parti Nom en anglais                                              | Idéologie                                                                  | Chef de file   | Assemblée                   | Conseil                        |
| -------------------- | ----------------------------------------------------------------- | -------------------------------------------------------------------------- | -------------- | --------------------------- | ------------------------------ |
|                      | Parti travailliste Labor Party                                    | Centre gauche Social-démocratie, progressisme                              | Mark McGowan   | 42,20 % des voix 41 députés | 40,41 % des voix 9 conseillers |
|                      | Parti libéral Liberal Party                                       | Centre droit Libéral-conservatisme, libéralisme économique                 | Colin Barnett  | 31,23 % des voix 13 députés | 26,71 % des voix 9 conseillers |
|                      | Parti national National Party                                     | Centre droit Agrarisme, conservatisme                                      | Brendon Grylls | 5,40 % des voix 5 députés   | 4,43 % des voix 4 conseillers  |
|                      | Verts Australian Greens                                           | Gauche Écologie politique                                                  | N/a            | 8,91 % des voix 0 députés   | 8,60 % des voix 4 conseillers  |
|                      | Une nation de Pauline Hanson Pauline Hanson's One Nation          | Droite à extrême droite Nationalisme, populisme de droite, protectionnisme | Pauline Hanson | 4,93 % des voix 0 députés   | 8,19 % des voix 3 conseiller   |
|                      | Chasseurs, pêcheurs et agriculteurs Shooters, Fishers and Farmers | Droite Agrarisme, conservatisme vert, pro-port d'armes                     | Robert Borsak  | 1,31 % des voix 0 députés   | 2,37 % des voix 1 conseiller   |
|                      | Libéraux démocrates Liberal Democrats                             | Droite Libéralisme classique, Libertarianisme, Conservatisme fiscal        | Lloyd Russell  | 0,04 % des voix 0 députés   | 1,77 % des voix 1 conseiller   |

## Résultats

### Assemblée
|                           |                                        |           |       |               |        |               |  |  |  |
| Partis                    | Partis                                 | Voix      | %     | +/-           | Sièges | +/-           |  |  |  |
|                           | Parti travailliste                     | 846 116   | 59,92 | 17,72         | 53     | 12            |  |  |  |
|                           | Parti libéral                          | 300 796   | 21,30 | 9,92          | 2      | 11            |  |  |  |
|                           | Verts                                  | 97 713    | 6,92  | 1,99          | 0      | en stagnation |  |  |  |
|                           | Parti national                         | 56 448    | 4,00  | 1,40          | 4      | 1             |  |  |  |
|                           | Non à la vaccination obligatoire       | 23 178    | 1,64  | Nv            | 0      | en stagnation |  |  |  |
|                           | Chrétiens                              | 20 869    | 1,48  | 0,62          | 0      | en stagnation |  |  |  |
|                           | Une nation de Pauline Hanson           | 17 824    | 1,26  | 3,67          | 0      | en stagnation |  |  |  |
|                           | Chasseurs, pêcheurs et agriculteurs    | 9 669     | 0,69  | 0,62          | 0      | en stagnation |  |  |  |
|                           | Parti du WAxit                         | 7 984     | 0,57  | 0,43          | 0      | en stagnation |  |  |  |
|                           | Libéraux démocrates                    | 7 159     | 0,51  | 0,46          | 0      | en stagnation |  |  |  |
|                           | Australie-Occidentale                  | 5 276     | 0,37  | 0,09          | 0      | en stagnation |  |  |  |
|                           | Parti pour la légalisation du cannabis | 4 996     | 0,35  | Nv            | 0      | en stagnation |  |  |  |
|                           | Alliance socialiste                    | 726       | 0,05  | en stagnation | 0      | en stagnation |  |  |  |
|                           | Libéraux pour le climat                | 552       | 0,04  | 0,13          | 0      | en stagnation |  |  |  |
|                           | Indépendants                           | 11 328    | 0,80  | 1,04          | 0      | en stagnation |  |  |  |
|                           |                                        |           |       |               |        |               |  |  |  |
| Votes valides             | Votes valides                          | 1 411 990 | 96,24 |               |        |               |  |  |  |
| Votes blancs et invalides | Votes blancs et invalides              | 55 169    | 3,76  |               |        |               |  |  |  |
| Total                     | Total                                  | 1 467 159 | 100   | -             | 59     | en stagnation |  |  |  |
| Abstentions               | Abstentions                            | 249 573   | 14,54 |               |        |               |  |  |  |
| Inscrits / participation  | Inscrits / participation               | 1 716 732 | 85,46 |               |        |               |  |  |  |

### Conseil
|                           |                                        |           |       |       |        |               |  |  |  |
| Partis                    | Partis                                 | Voix      | %     | +/-   | Sièges | +/-           |  |  |  |
|                           | Parti travailliste                     | 868 374   | 60,34 | 19,93 | 22     | 8             |  |  |  |
|                           | Parti libéral                          | 254 380   | 17,68 | 9,03  | 7      | 2             |  |  |  |
|                           | Verts                                  | 91 849    | 6,38  | 2,22  | 1      | 3             |  |  |  |
|                           | Parti national                         | 40 285    | 2,80  | 1,63  | 3      | 1             |  |  |  |
|                           | Parti pour la légalisation du cannabis | 28 473    | 1,98  | Nv    | 2      | 2             |  |  |  |
|                           | Chrétiens                              | 28 051    | 1,95  | 0,01  | 0      | en stagnation |  |  |  |
|                           | Une nation de Pauline Hanson           | 21 259    | 1,48  | 6,71  | 0      | 3             |  |  |  |
|                           | Chasseurs, pêcheurs et agriculteurs    | 21 210    | 1,47  | 0,89  | 0      | 1             |  |  |  |
|                           | Non à la vaccination obligatoire       | 16 094    | 1,12  | Nv    | 0      | en stagnation |  |  |  |
|                           | Australie-Occidentale                  | 10 496    | 0,73  | 0,34  | 0      | en stagnation |  |  |  |
|                           | Justice pour les animaux               | 9 732     | 0,64  | 0,42  | 0      | en stagnation |  |  |  |
|                           | Libéraux démocrates                    | 9 218     | 0,64  | 1,13  | 0      | 1             |  |  |  |
|                           | Libéraux pour le climat                | 7 515     | 0,52  | 0,08  | 0      | en stagnation |  |  |  |
|                           | Parti du WAxit                         | 7 924     | 0,34  | 0,21  | 0      | en stagnation |  |  |  |
|                           | Australie renouvelable                 | 4 405     | 0,31  | Nv    | 0      | en stagnation |  |  |  |
|                           | Parti pour le décalage horaire         | 3 485     | 0,24  | 0,44  | 1      | 1             |  |  |  |
|                           | Grande Australie                       | 3 397     | 0,24  | Nv    | 0      | en stagnation |  |  |  |
|                           | Santé Australie                        | 3 105     | 0,22  | Nv    | 0      | en stagnation |  |  |  |
|                           | Alliance socialiste                    | 948       | 0,07  | 0,04  | 0      | en stagnation |  |  |  |
|                           | Autres partis                          | 482       | 0,03  | -     | 0      | en stagnation |  |  |  |
|                           | Indépendants                           | 11 486    | 0,80  | 0,35  | 0      | en stagnation |  |  |  |
|                           |                                        |           |       |       |        |               |  |  |  |
| Votes valides             | Votes valides                          | 1 439 168 | 98,05 |       |        |               |  |  |  |
| Votes blancs et invalides | Votes blancs et invalides              | 28 577    | 1,95  |       |        |               |  |  |  |
| Total                     | Total                                  | 1 467 745 | 100   | -     | 36     | en stagnation |  |  |  |
| Abstentions               | Abstentions                            | 248 987   | 14,50 |       |        |               |  |  |  |
| Inscrits / participation  | Inscrits / participation               | 1 716 732 | 85,50 |       |        |               |  |  |  |